# Shewa

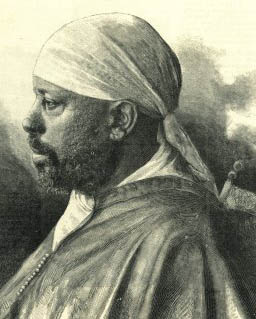
Shewas sista negus, Sahle Maryam, senare känd som kejsare Menelik II.

Shewa (ge'ez: ሽዋ, šawā eller šewā) är en historisk region och ett tidigare kungadöme i Etiopien. Här ligger i dag Etiopiens huvudstad Addis Abeba. Under kejsartiden styrdes Shewa av en egen kung, negus, och regionen hade en viss autonomi. Efter kejsardömets fall 1930 var Shewa en administrativ provins under militärstyret fram till början av 1990-talet. Provinsen är numera delad mellan regionerna Amhara, Oromia och Addis Abeba.
Shewa tros först ha grundats i slutet av 800-talet, men uppgick på 1200-talet i sultanatet Ifat.
Städerna Debre Berhan, Antsokia, Ankober, Entoto och Addis Abeba har alla varit huvudstäder i Shewa.
Norra delen av Shewa bebos huvudsakligen av kristna amharer och oromo, medan södra och östra delen domineras av muslimska grupper.